# استیلیان گروزدف
استیلیان گروزدف (انگلیسی: Stilyan Grozdev؛ زادهٔ ۲۷ ژوئیهٔ ۱۹۹۹)  وزنه‌بردار اهل بلغارستان است.
وی در مسابقات کشوری و بین‌المللی در مجموع برندهٔ ۲ مدال طلا، ۳ مدال نقره شده‌است.